# Minúscula 579
Minúscula 579 (en la numeración Gregory-Aland), ε 376 (Soden) es un manuscrito griego en minúsculas del Nuevo Testamento. Es datado paleográficamente en el siglo XIII. Antiguamente fue etiquetado como 80e (Scrivener). Posee lagunas.

## Descripción
El códice contiene el texto completo de los cuatro Evangelios, con algunas lagunas (Marcos 3:28-4:8; Juan 20:15-21:25) en 152 hojas (tamaño de 23,3 cm por 16,2 cm). El texto está escrito en una columna por página, con 28-39 líneas por página. Las palabras se escriben de forma continua, sin separación, acentos, y respiraciones.
Contiene listas de los κεφαλαια (tablas de contenido) antes de cada Evangelio, los números de los κεφαλαια (capítulos) al margen del texto, y los τιτλοι (títulos) de los κεφαλαια en la parte superior de las páginas. Tiene las secciones amonianas (en Marcos Sección 233 - 16:5), pero no referencias a los Cánones de Eusebio. Las citas del Antiguo Testamento son raramente indicadas.
Tiene el mismo sistema de división de capítulos, como el Codex Vaticanus y Codex Zacynthius.
El texto de Mateo 16:2b-3 (Signos de los tiempos) se coloca después del versículo 9. Contiene dos finales del Evangelio de Marcos (como en los códices Ψ, 099, 0112, 274mg y ℓ 1602). Le falta el texto de Lucas 22:43-44 y Lucas 23:34.

## Texto
El texto griego del códice es un representante del tipo textual alejandrino en Marcos y Lucas. Aland lo colocó en la Categoría II en Marcos y Lucas. Fue confirmado por el perfil del Método Claremont, aunque en Lucas 10 y Lucas 20 es un débil representante del texto alejandrino. En Mateo el texto pertenece al grupo bizantino tardío.
En Juan 8:6 lee μη προσποιουμενος junto con el Codex Cyprius.

## Historia
El manuscrito perteneció a Johannes Georg Graeve y fue cotejado por Anthony Bynaeus en 1691 (como minúscula 80). Pasó a manos de J. van der Hagen, quien se lo mostró a Johann Jakob Wettstein en 1739. Fue comprado por Ambrosio Didot y vendido a Mons. Lesoef.
El manuscrito fue examinado y descrito por Paulin Martin. C. R. Gregory vio el manuscrito en 1884.
En la actualidad se encuentra en la Biblioteca Nacional de Francia (Gr. 97), en París.

## Lectura adicional
- A. Schmidtke (1903). «Die Evangelien eines alten Unzialcodex nach einer Abschrift des dreizehnten Jahrhunderts». Leipzig.
- Kirsopp Lake (1906). «The Ammonian Harmony and the Text of B». JTS VII. pp. 292–295.
- M.-J. Lagrange (1935). «Critique textuelle» II. La Critique rationelle. París. pp. 113–116.